# Monumenti di Petra

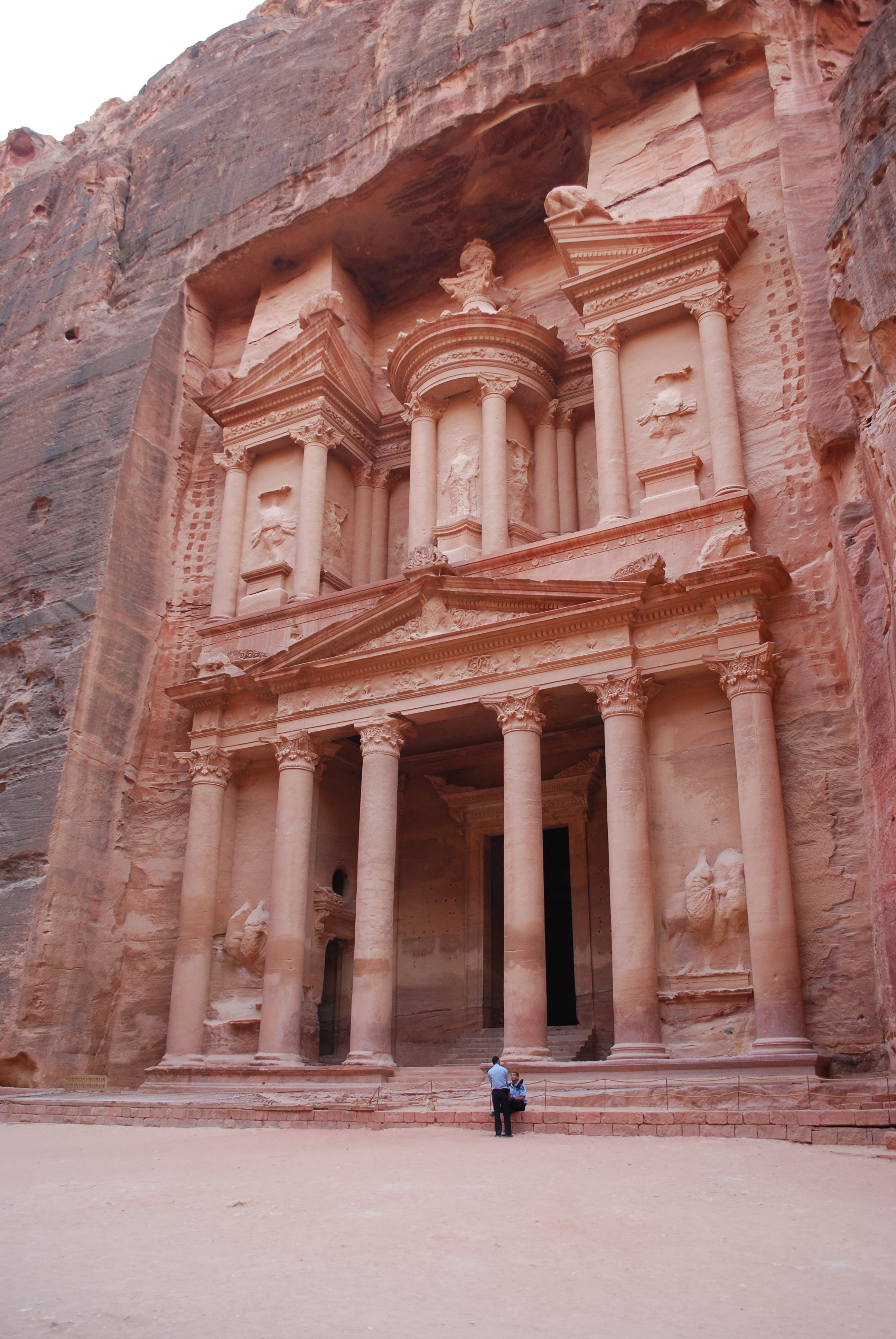
El Khasneh

Nel sito archeologico di Petra ci sono più di 800 monumenti classificati di cui 500 sono tombe. La città antica di Petra si estende su una vasta area di montagne e wadi, ma ha un unico punto di accesso, che si trova al centro visitatori di Wadi Musa, come viene chiamato oggi il centro abitato di Petra.

## Mappa

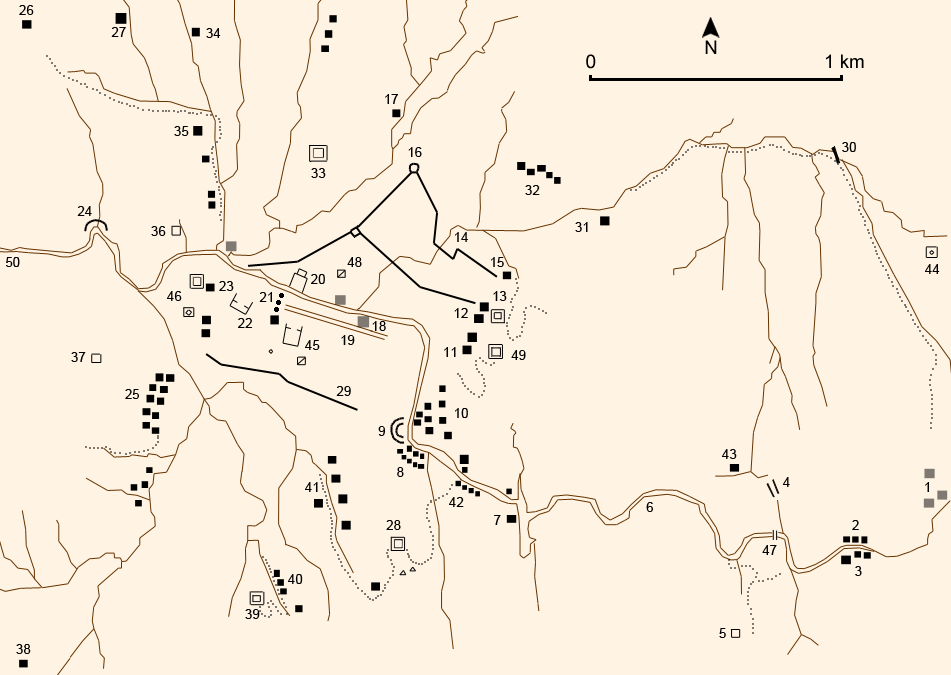
Piantina dettagliata di Petra (Giordania).

| Hotel, centro turístico e Museo di Petra Case dei «Djinn» (spiriti/Dei) Tomba dell'obelisco ( foto ) Tunnel condotta acqua e diga nabatea ( foto ) Sentiero di Al-Madras (solo con guida) Il Sîq ( foto ) Il Tesoro o El Khasneh ( foto ) Terrazze con le facciate delle tombe Teatro romano ( foto ) Tomba di Uneishu ( foto ) Tomba dell'Urna Tomba corinzia Tomba del palazzo Muraglia nord Tomba di Sestio Fiorentino ( foto ) Torre Conway Tomba detta di «Turkmaniya» Ninfeo | 1. Vía colonnata (foto) 2. Tempio dei leoni alati 3. Porta del Temenos o Arco di Traiano (Triplo arcco) 4. Qasr al-Bint (foto) 5. Museo di al-Habis o Old Petra Museum 6. Cava nabatea (foto) 7. Necropoli di Umm al-Biyarah 8. Il Monastero (Deir) (foto) 9. Qattar ad-Deir 10. Jebel Madhbah (altura del sacrificio) 11. Muraglia sud 12. Acquedotto (foto) 13. Casa di Doroteo 14. Necropoli di Mughr an-Nasarah 15. Santuario di Al-M'aysrah 16. Biclinium dell'urna 17. Tomba dei leoni o Triclinum dei leoni 18. Santuario di Iside | 1. Santuario di Umm al-Biyarah 2. Monumento del serpente 3. Jebal al-Nmayr (o Numeir) 4. Tombe del Wadi al-Nmayr (o Numeir) 5. Tombe del Wadi Farasa (Foto della tomba del giardino) 6. Tombe alte sulla strada delle facciate 7. Monumento dell'aquila 8. al-Wu'ira (Castello dei Crociati) 9. Il Tempio Grande 10. Altopiano di al-Habis e castello dei Crociati 11. arco d'entrata al Siq 12. Chiesa di Petra o chiesa bizantina (foto) |

## Case del Djinn (Case dello Spirito)

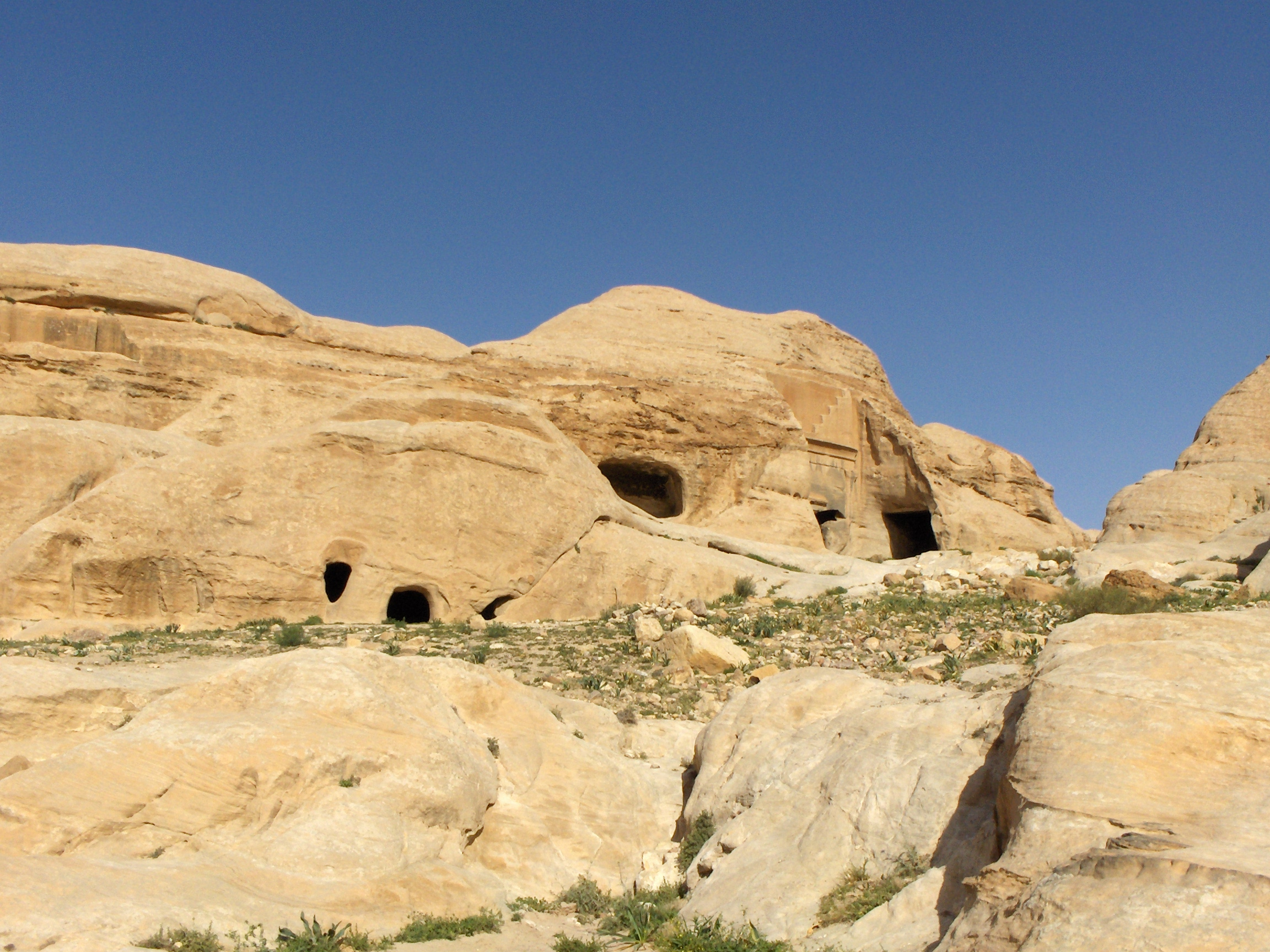
Casa del Djinn

Subito dopo l'ingresso si trovano tre monumenti enormi.
Costruite nel I secolo d.C., non si conosce la funzione che avevano, ma presumibilmente si trattava di tombe o monumenti funerari, oppure di luoghi destinati all'adorazione delle divinità dell'acqua e della fertilità. La parola araba djin è la radice del termine "genio". 

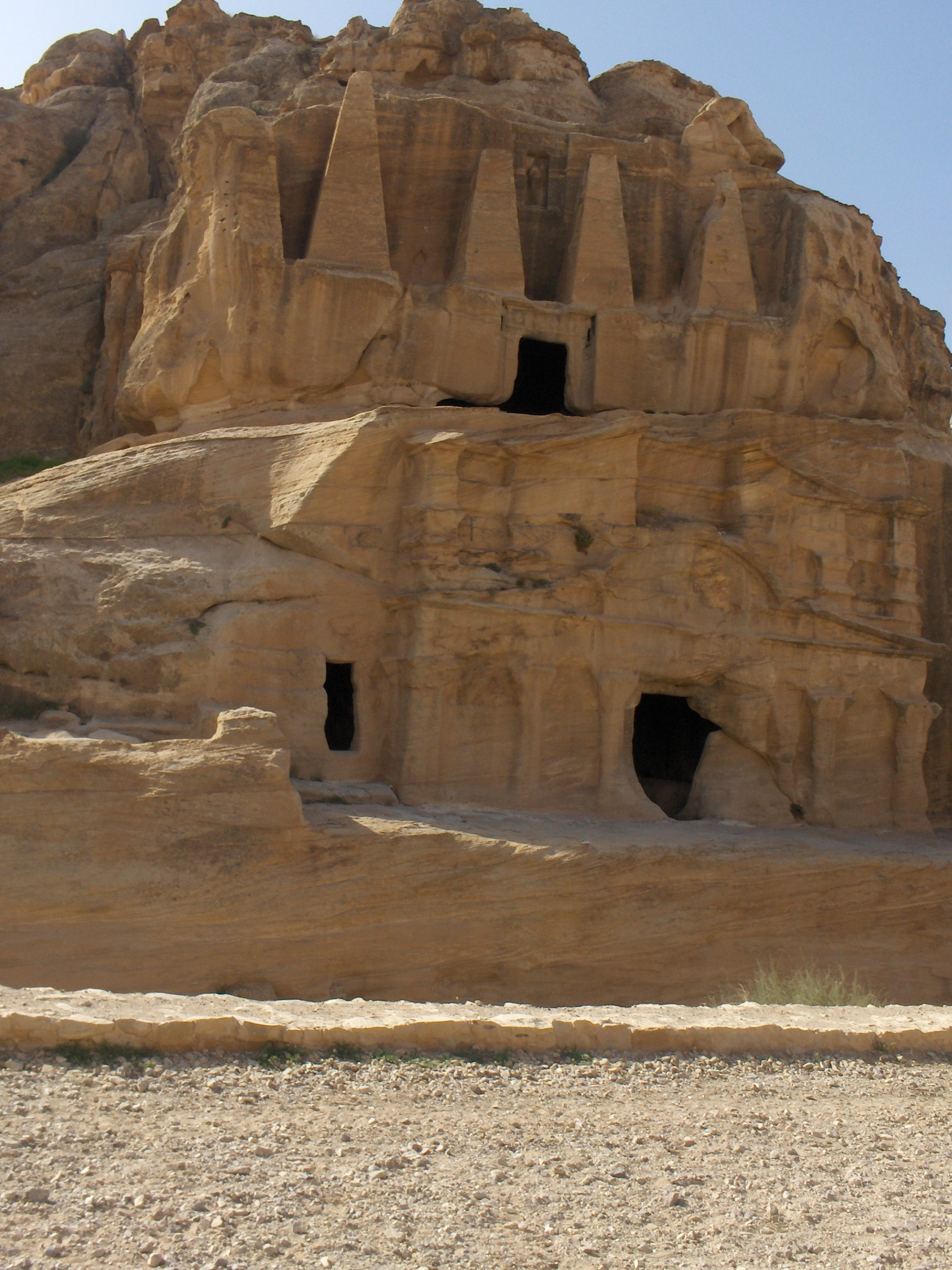
Tomba dell'obelisco

## Tomba dell'obelisco e triclinio di bab as Siq
La costruzione, del I secolo d.C., è un monumento funerario che al centro rappresenta una figura antropomorfa, oggi erosa dalle intemperie, attorniata da quattro obelischi, che nell'insieme rappresentano le cinque persone sepolte nella tomba.
La tomba fu costruita su una struttura molto più antica, dalla facciata decorata con colonne doriche, che è conosciuta col nome di triclinio o sala da pranzo, ed è uno dei numerosi edifici di questo tipo in cui ogni anno si tenevano i banchetti per commemorare i defunti.

## Il Siq

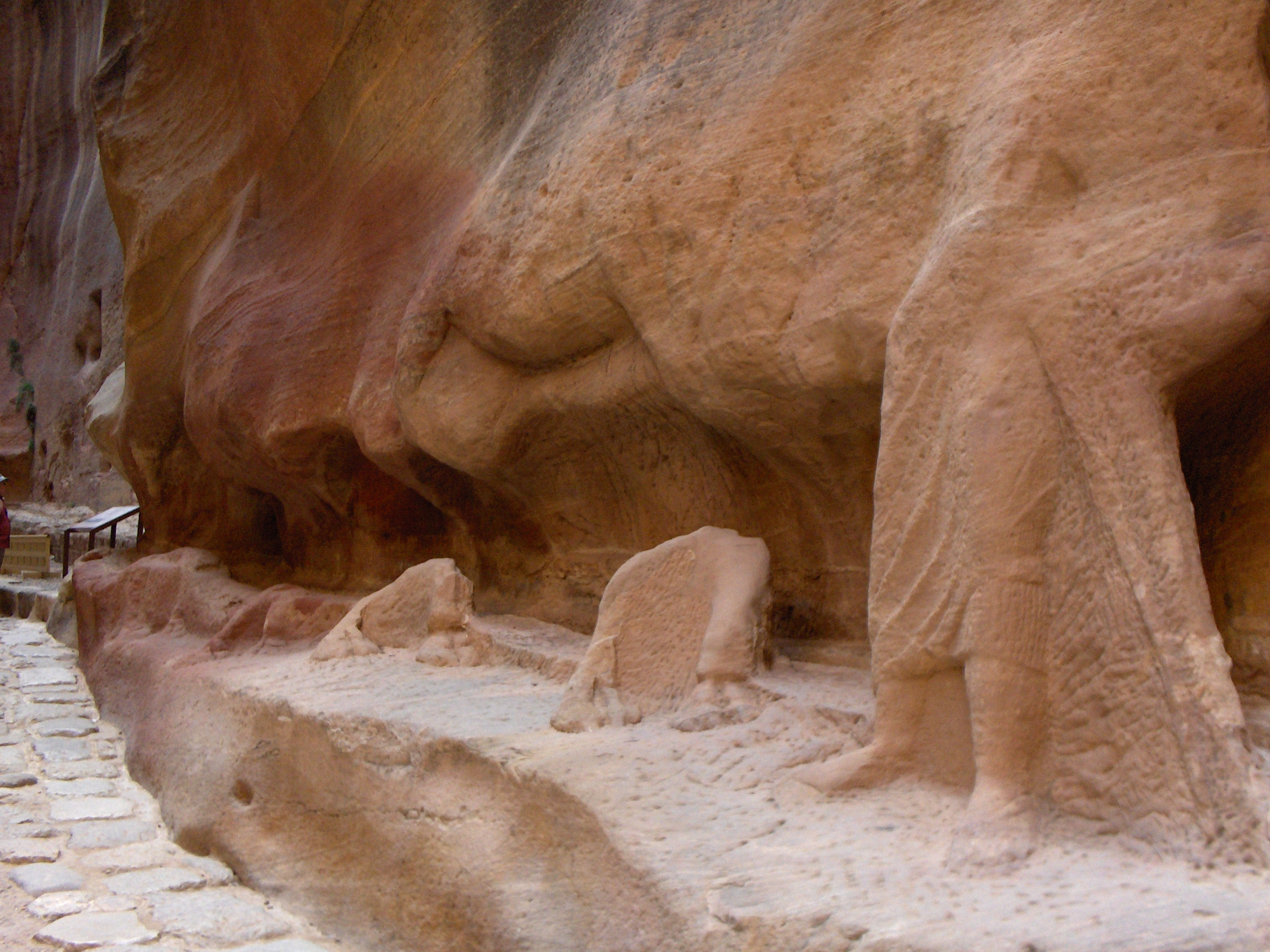
Una scultura lungo il Siq

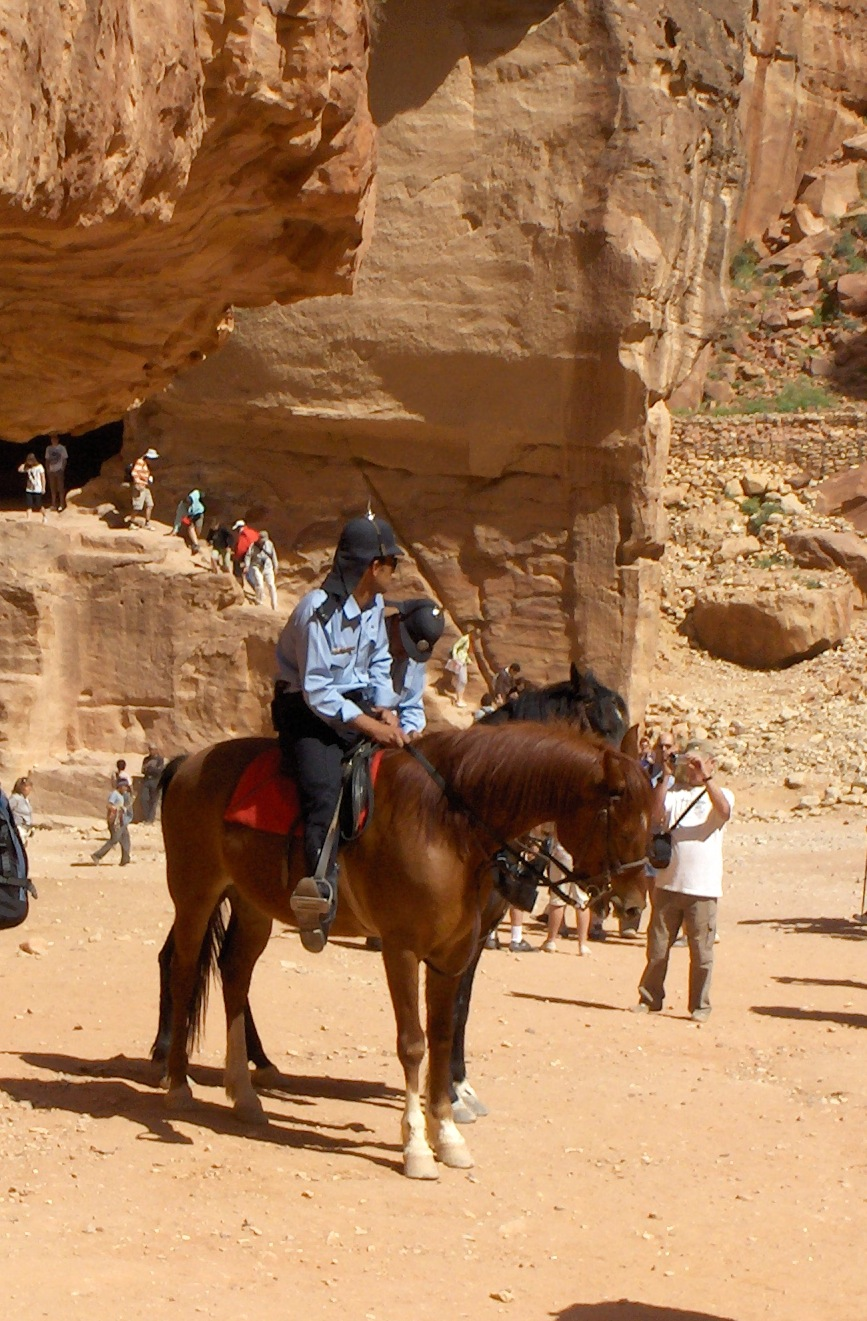
Polizia a cavallo con sullo sfondo la sacra Sala

Sino al XIX secolo l'ingresso al Siq, uno stretto passaggio tra due pareti di roccia, era sormontato da un arco monumentale nabateo, di cui sono rimasti alcuni resti, inoltre all'ingresso del Siq vi una diga per impedire alle acque del wadi Musa di allagarlo in caso di pioggia. Il Siq è lungo 1.200 metri e le pareti di roccia raggiungono un'altezza di 200 metri; in alcuni punti il passaggio si restringe sino a 2 metri di larghezza. Lungo il Siq si possono vedere le canalizzazioni scavate nella roccia e le tubazioni in terracotta per l'approvvigionamento dell'acqua. Nel Siq sono state scavate anche delle tombe e si trovano anche alcune sculture, corrose dall'acqua e dal vento.

## Tesoro (al-Khazneh)
Al termine del Siq ci si trova improvvisamente di fronte al palazzo del tesoro del Faraone che si presenta con una facciata ellenistica, in un trionfo di raffinatezza, simmetria, armonia delle proporzioni e grandiosità.

## La Sacra Sala
Si trova diagonalmente opposto al Tesoro e si suppone che avesse una funzione rituale collegata al tesoro.

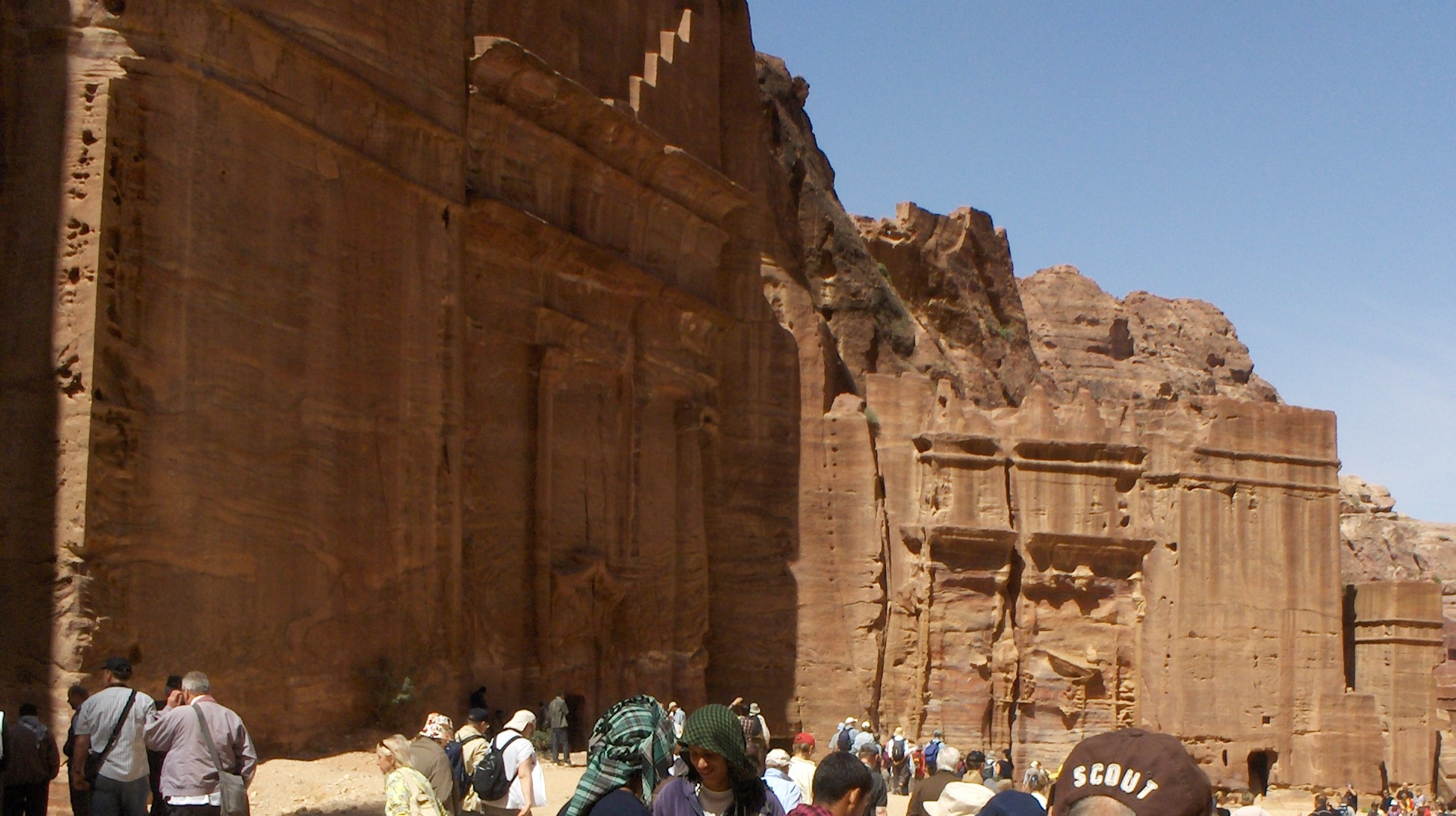
La strada delle facciate

## Strada delle Facciate
Dopo il Siq la strada si allarga e sui due lati si trovano più di quaranta tombe e case costruite con uno stile che ricorda l'architettura assira. Di queste tombe, una ha la caratteristica di avere la camera mortuaria al piano superiore, mentre una seconda, invece non è scavata nella roccia, ma è sormontata da una struttura simile ad un ziggurat.

## L'altura del Sacrificio
Detta anche al-Madbah, l'altare, si trova in cima allo jebel Madbah, che i nabatei spianarono per ottenere una piattaforma, con canali di scolo per far defluire il sangue degli animali sacrificati. L'ingresso è delimitato da due obelischi, di oltre 6 metri, non riportato ma scavati dalla roccia. Al centro vi è l'altare circolare, con accanto i catini di pietra contenenti l'acqua per lavarsi e purificarsi.

## Il teatro

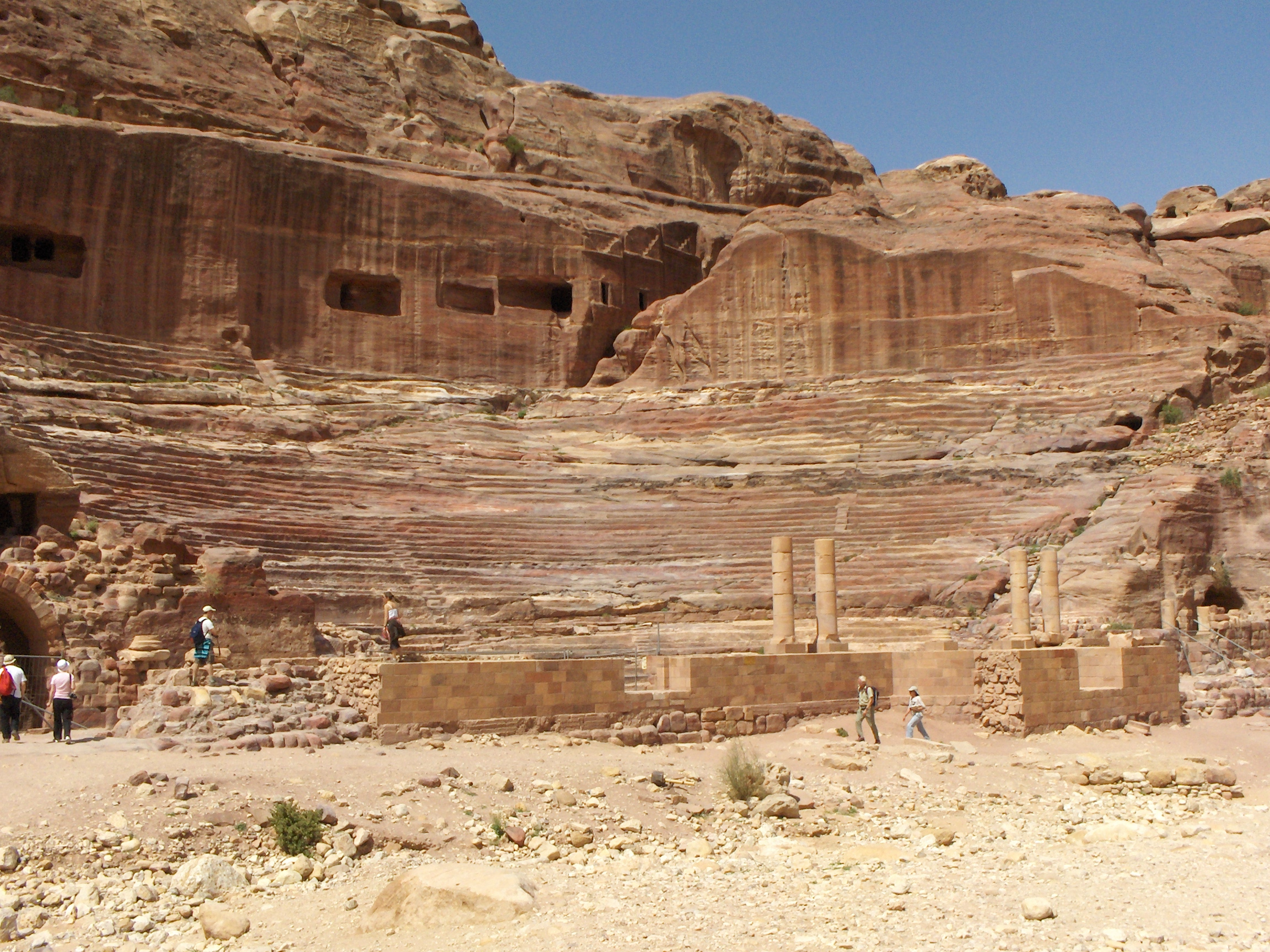
Il teatro

Costruito dai nabatei oltre 2000 anni fa, fu scavato nella roccia dove prima vi erano delle tombe che andarono distrutte. Originariamente la cavea conteneva 3.000 persone distribuite su 45 file; la zona per l'orchestra era stata scavata nella roccia mentre la scena, di cui restano pochi reperti, era stata costruita e comprendeva tre ordini di nicchie. Dopo la conquista romana, del 106, il teatro fu ampliato e portato ad accogliere circa 8.000 spettatori, circa il 30% degli abitanti della città, con conseguente demolizione di altre tombe. Dopo essere stato danneggiato da un terremoto, nel 363, alcuni elementi del teatro stesso furono utilizzati per costruire case e chiese.

## Le tombe reali

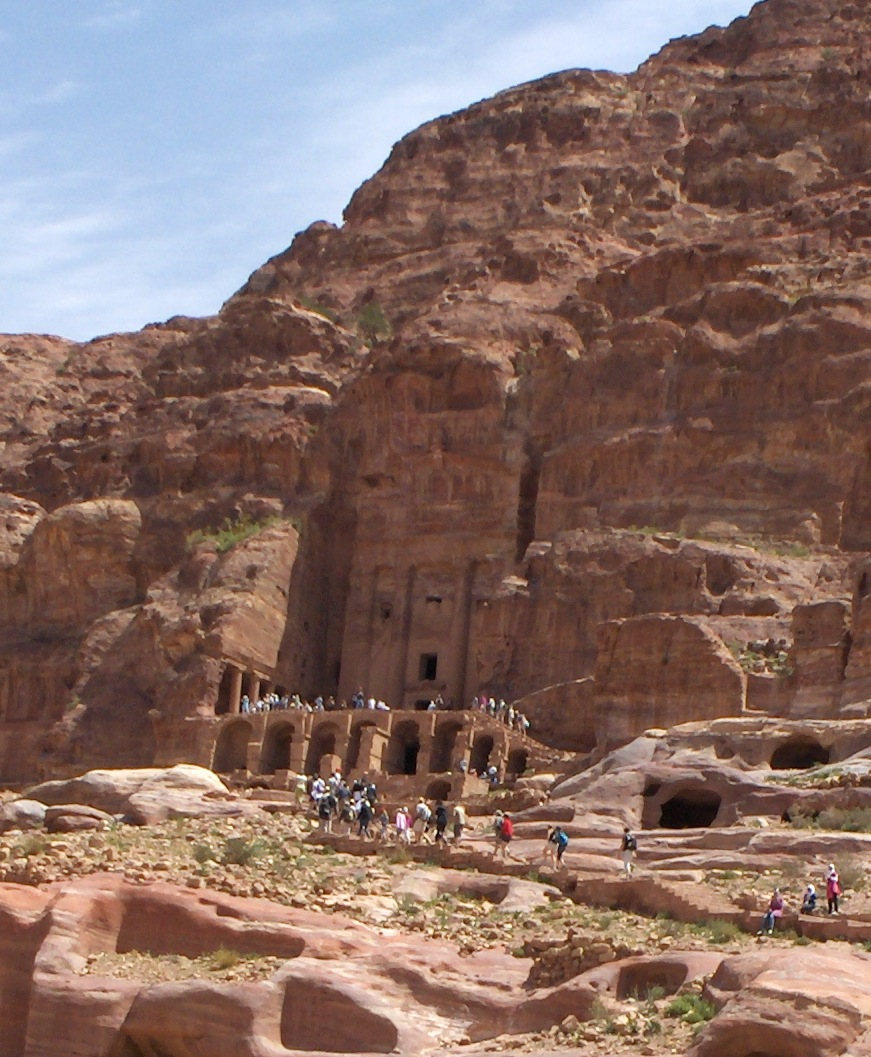
La tomba dell'urna

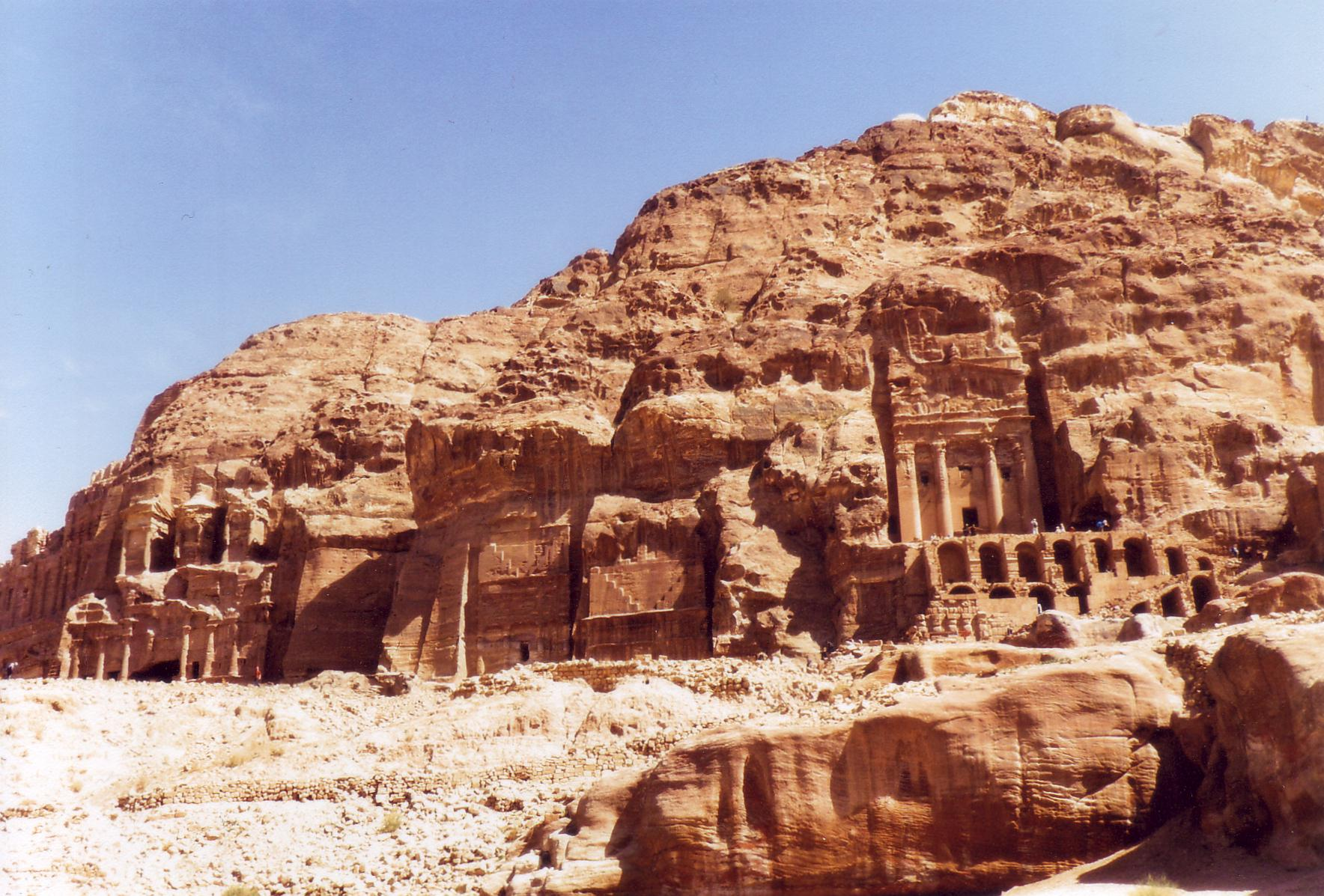
Tombe reali, da sinistra, palazzo, corinzia, di seta e dell'urna

All'interno delle falesie del massiccio dello jebel al-Khubtha, sono state scavate alcune delle più belle e importanti tombe di Petra:
- Tomba dell'urna: Costruita nella seconda metà del I secolo d.C., per il re Areta IV († 40 d.C.) o per suo figlio, Malichus II († 70 d.C.), dispone di un'enorme terrazza e un maestoso porticato dorico, intagliato nella roccia. Nel 447 fu trasformata in cattedrale ed in epoca bizantina fu aggiunto anche il doppio ordine di volte.
- Tomba di Seta: presenta straordinarie venature della roccia, sia rosa che bianche e anche gialle.
- Tomba Corinzia: di stile ibrido. La parte inferiore è un portico di chiara ispirazione nabatea, mentre gli elementi decorativi del livello superiore risentono degli influssi dell'arte ellenistica, che presenta capitelli corinzi che danno il nome alla tomba.
- Tomba del Palazzo: imitazione di un palazzo romano o ellenistico di tre piani. la parte superiore sinistra del palazzo è stata costruita anziché scavata, perché la parete di roccia non era sufficientemente estesa. le camere funerarie sono molto semplici.
- Tomba di Sesto Fiorentino: costruita dal 126 al 130 d.C., per un governatore romano d'Arabia, le cui imprese sono celebrate dall'iscrizione sopra l'ingresso. Al suo interno la tomba contiene otto loculi, cinque scavati nella parete di fondo e tre nella parete di destra.

## La strada colonnata e la porta di Traiano

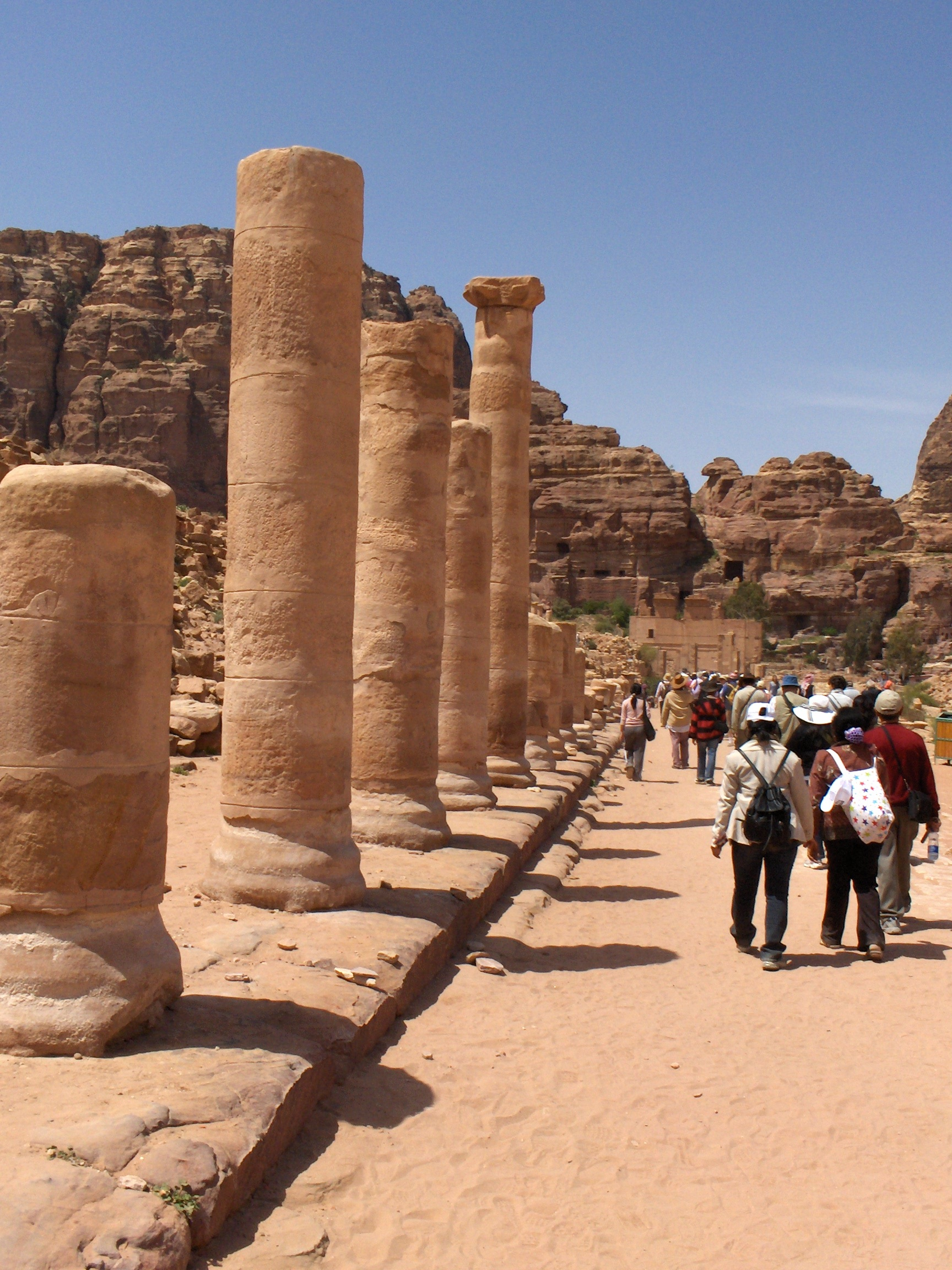
La strada colonnata

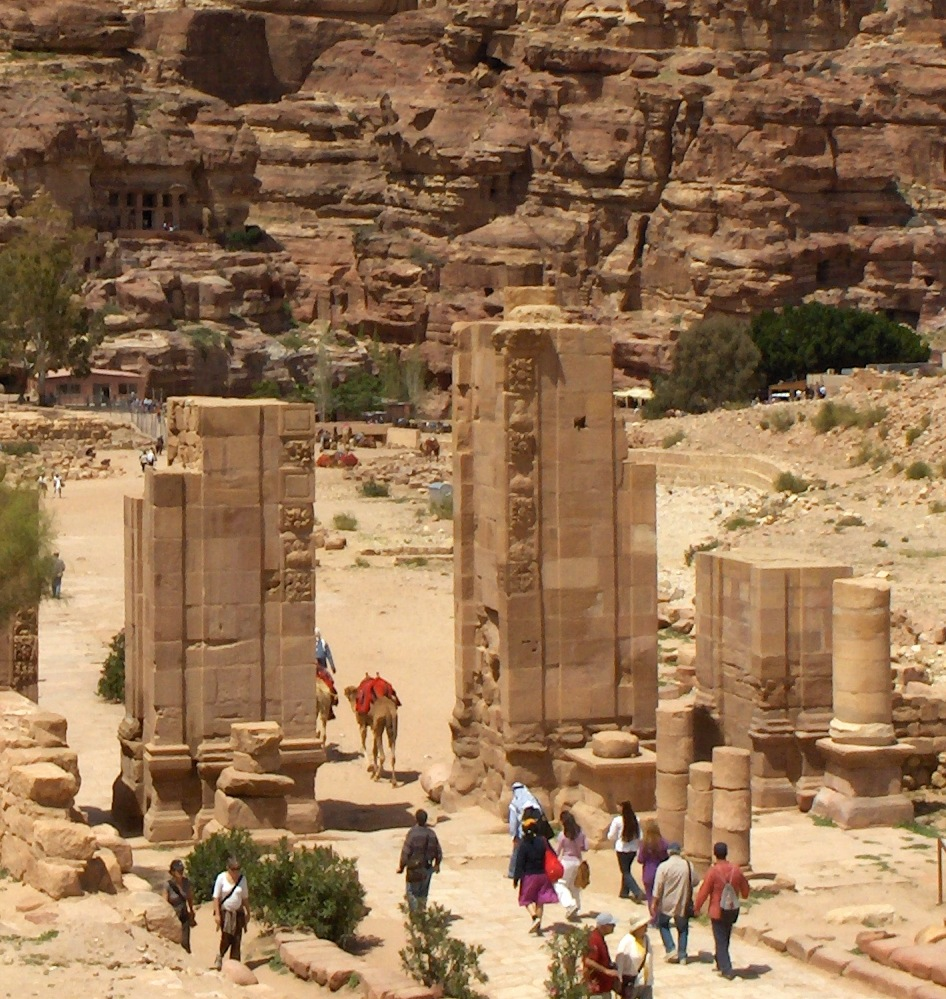
I ruderi della porta di Traiano o del Temenos

La via centrale di Petra fu costruita, dopo la conquista romana, del 106, su una vecchia strada nabatea, e costituisce, secondo il modello urbanistico romano, il decumano massimo, in direzione est-ovest, mancante in questo caso del cardo (in direzione nord-sud). la strada era larga 6 metri, delimitata da imponenti colonne di arenaria rivestite di marmo, e su entrambi i lati si affacciavano i portici che davano accesso alle botteghe.
All'inizio della strada colonnata vi era il ninfeo, una fontana pubblica dedicata alle ninfe, costruita nel II secolo, forse destinata a raccogliere le acque provenienti dal Siq. Della fontana è rimasto ben poco, solo un gigantesco albero di pistacchio individua il sito del ninfeo. Ugualmente del Palazzo reale sono rimasti solo pochi ruderi.
La porta di Traiano o del Temenos segnava il passaggio dall'area commerciale della città all'area destinata al culto del Qasr al-Bint. La porta, dotata di tre arcate, con enormi porte in legno e torri laterali fu costruita nel II secolo ed era ricoperta di fregi con decorazioni floreali e di figure armate.

## Il Tempio Grande

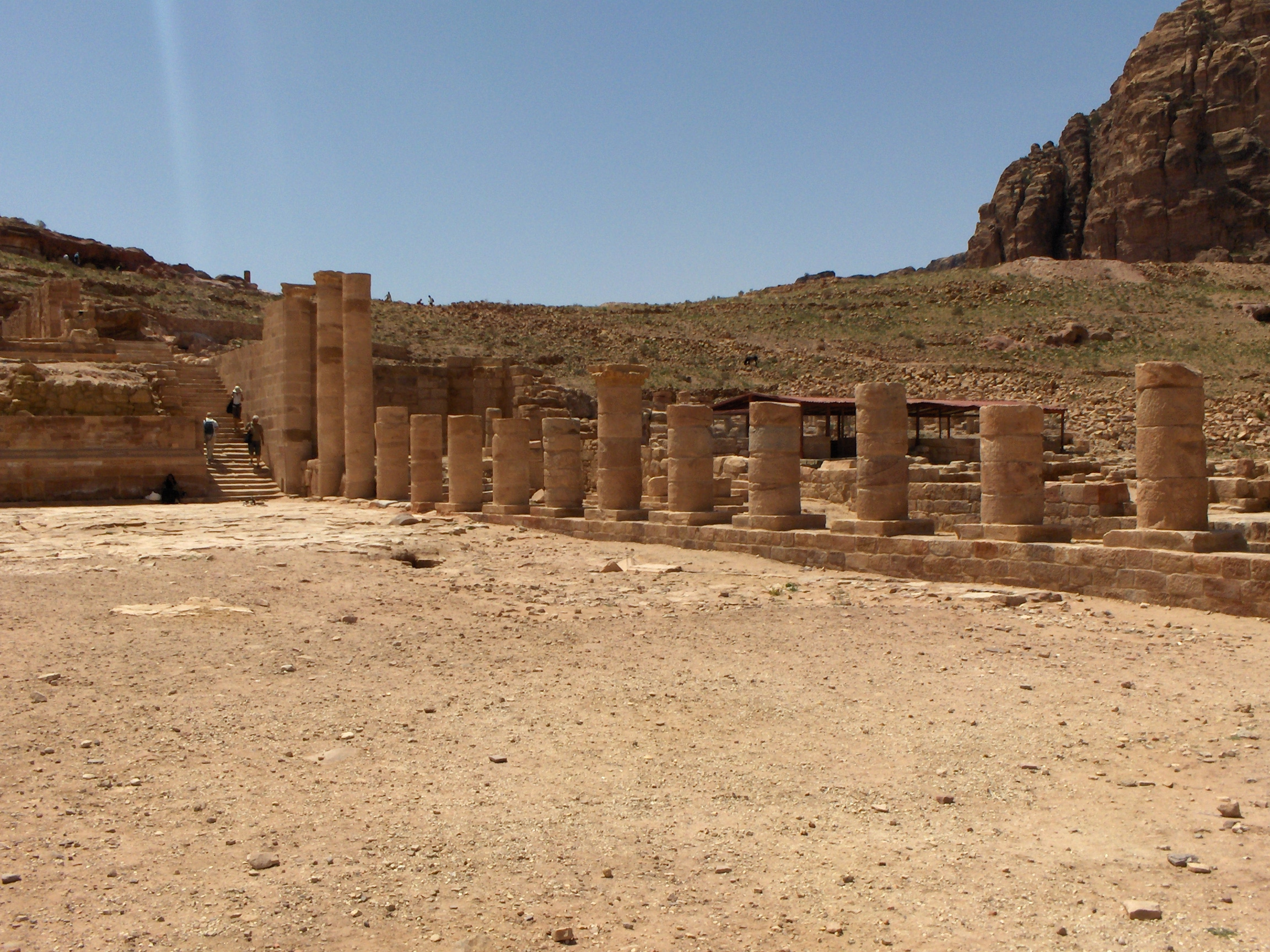
Il Tempio Grande

Il tempio, dedicato al culto di divinità nabatee, era stato costruito nel I secolo a.C. e sebbene fosse stato danneggiato da un terremoto fu utilizzato sino al tardo periodo bizantino. Al tempio si accede tramite una rampa che conduce a monumentali propilei porticati e dopo una seconda rampa si arriva al cortile sacro (temenos) inferiore, delimitato a est e a ovest da un triplo colonnato. Il livello superiore del complesso ospitava il recinto sacro del tempio. Il tempio in origine era alto 18 metri ed il recinto sacro misurava 40 per 28 metri.

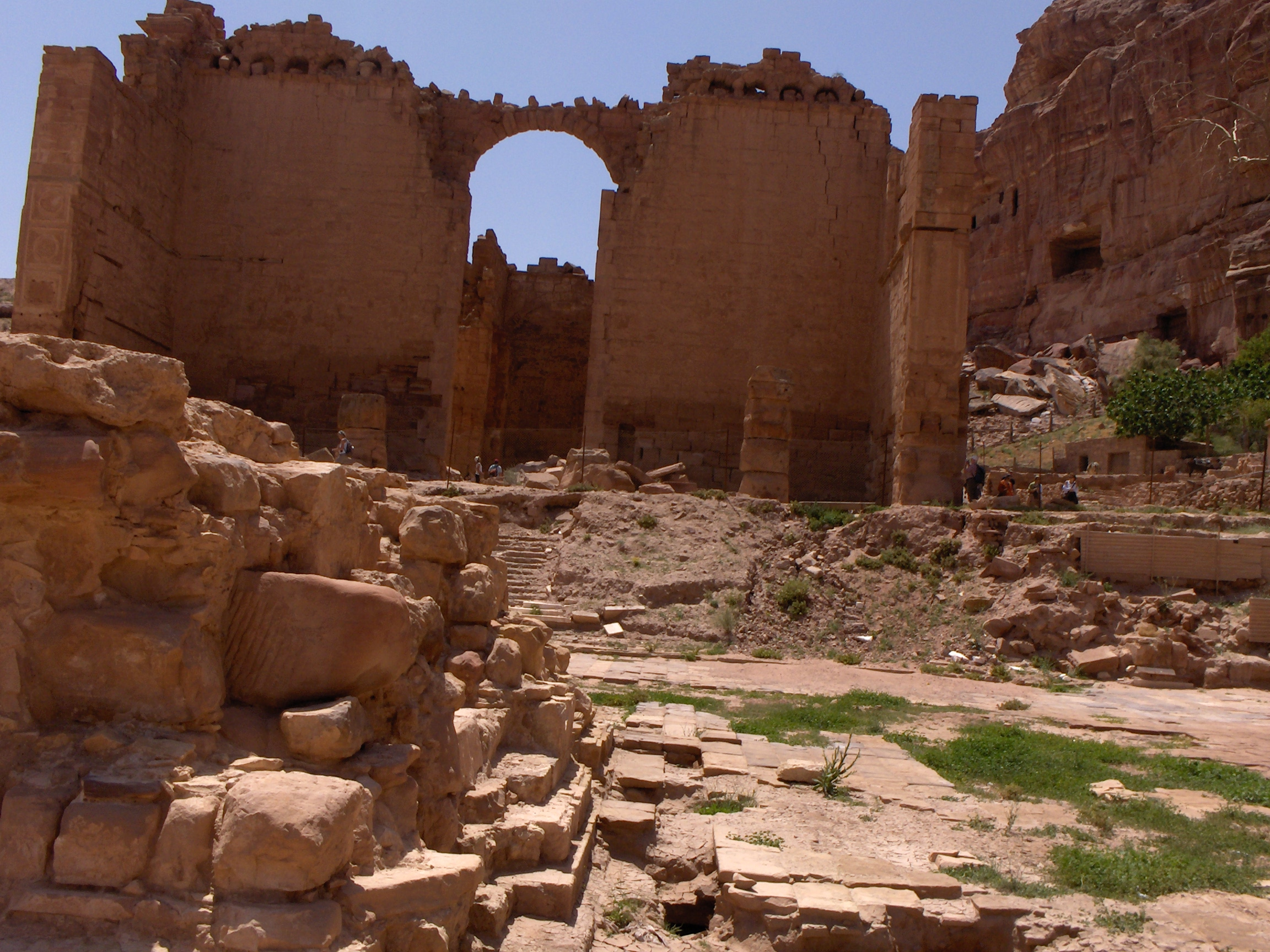
Il Qasr al-Bint

## Qasr al-Bint
Eretto dai Nabatei, per le loro divinità, attorno al 30 a.C., dopo l'occupazione fu adattato al culto degli imperatori romani e infine fu distrutto, nel III secolo. Il nome completo del tempio è Qasr al-Bint al-Pharaun, castello della figlia del Faraone, e gli fu dato dai beduini. Originariamente il tempio era alto 23 metri e aveva scalinate di marmo, imponenti colonne con capitelli con decorazioni floreali. L'Adyton, o Sancta sanctorum del tempio, forse conteneva un simulacro della divinità. Questo era il principale luogo di culto della città nabatea.

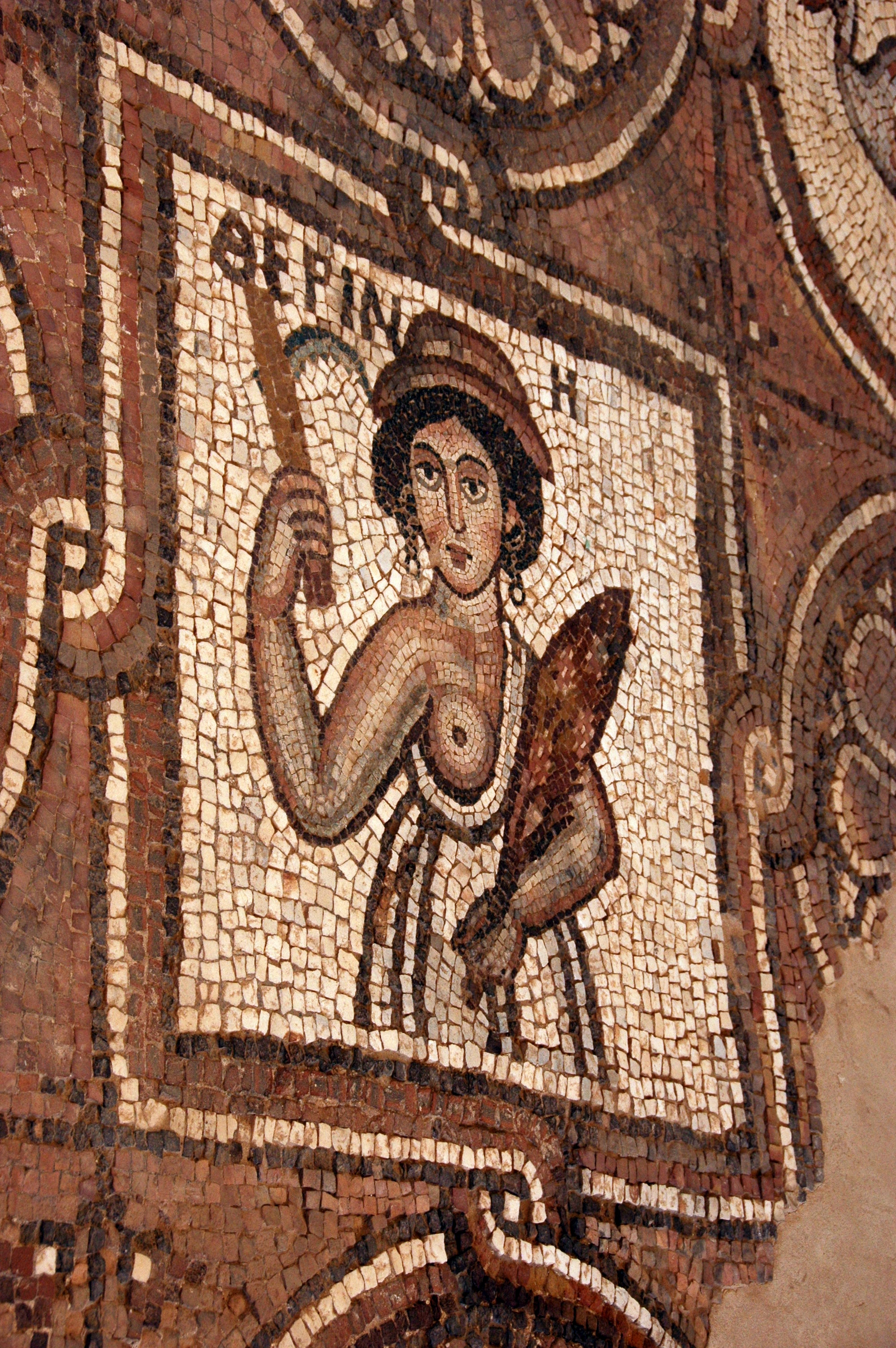
Dettaglio di un mosaico della chiesa bizantina di Petra.

## Tempio dei leoni alati
Prende il nome dai leoni che un tempo sormontavano i capitelli di ciascuna colonna. Costruito nel 27 a.C., era dedicato alla dea della fertilità Atargatis, sposa del più importante dio nabateo, Dushara. Dai reperti ad oggi ritrovati risulta che sia il tempio che l'ingresso erano decorati.

## Chiesa di Petra

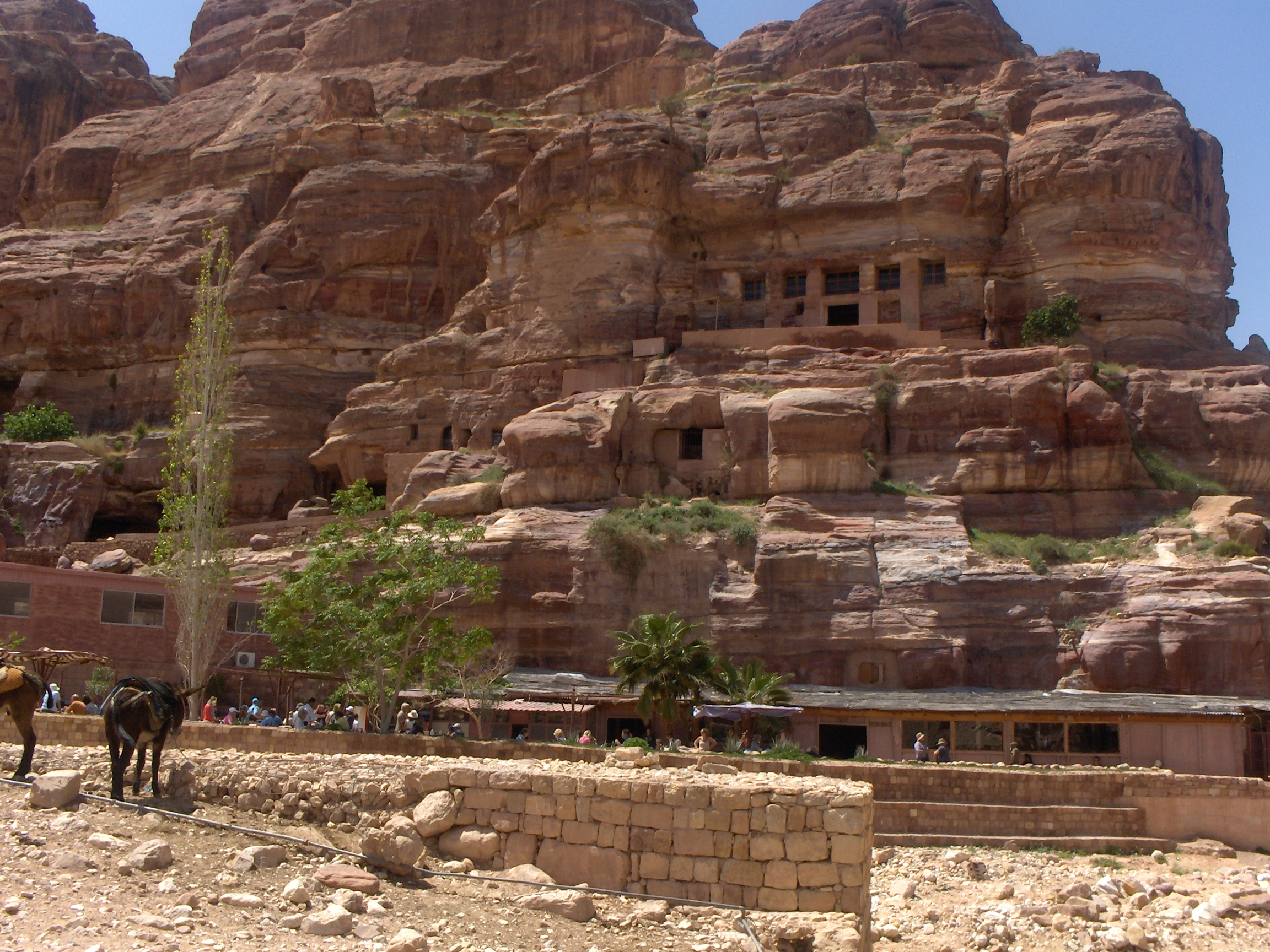
Il Museo di al-Habis, sotto le tombe del Convento

L'edificio fu costruito dai Nabatei, poi fu rimaneggiato ed ampliato dai bizantini, verso il 530 e per questo chiamata anche chiesa bizantina. La chiesa, attualmente in fase di restauro, presenta alcuni pavimenti a mosaico, di epoca bizantina, molto ben conservati, e molto probabilmente anche le pareti erano rivestite di mosaici. 

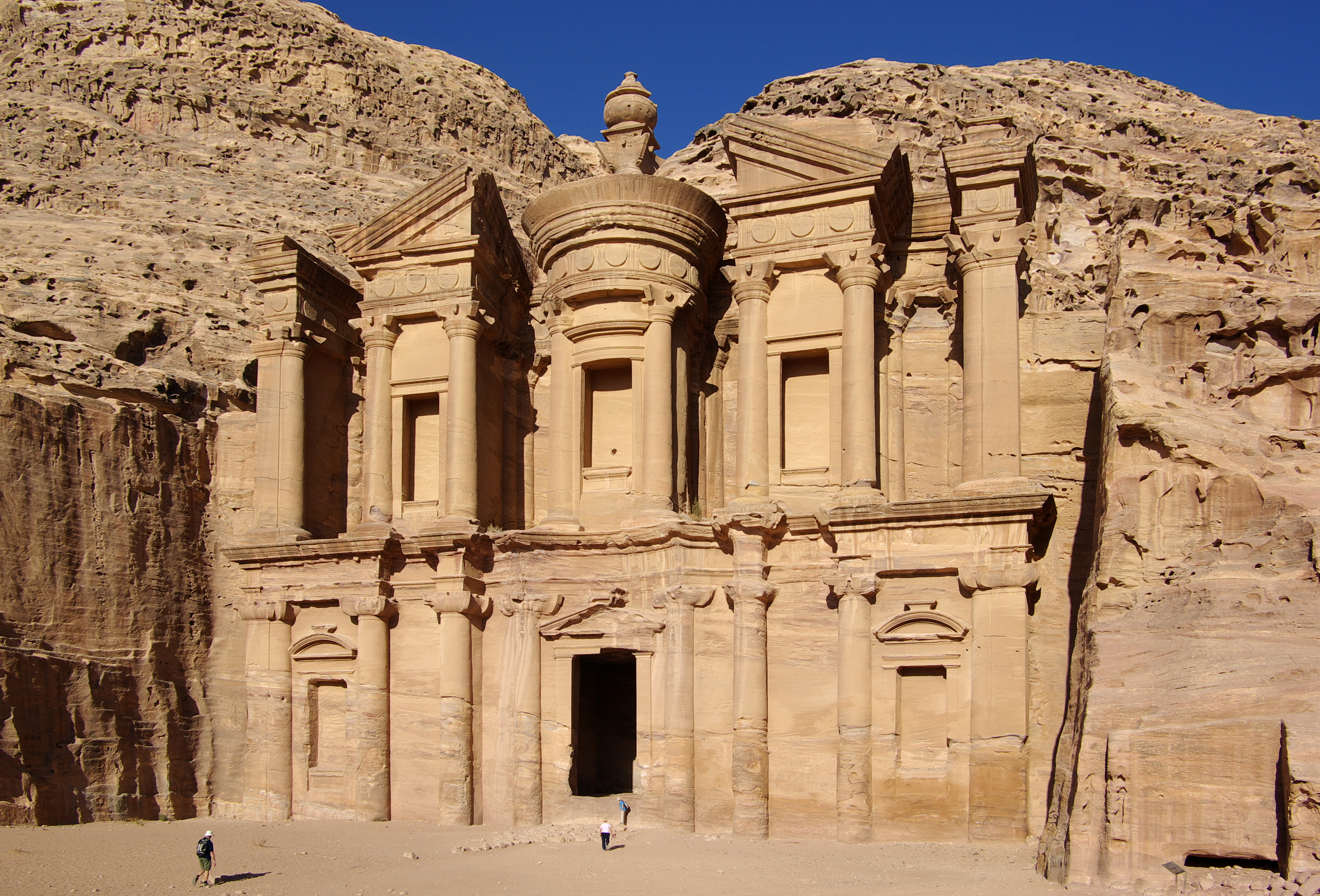
Il Monastero

## I musei
Nel sito archeologico di Petra vi sono due musei: Museo di al-Habis, che presenta una collezione di statue classiche, piccole figure e stucchi dipinti; museo Nabateo, che presenta una collezione di manufatti originari della regione, compresi alcuni mosaici.

## Il Monastero (al-Deir)
Sulle colline sopra i musei si trova questo edificio scavato nella roccia molto simile al palazzo del tesoro, ma molto più grande, 50 metri di larghezza per 45 di altezza. Costruito dai Nabatei tra il II ed il I secolo a.C. e destinato come tomba del re Obodas I († 85 a.C.), il monastero deve il suo nome al fatto che nei suoi ambienti interni sono state ritrovate diverse croci scolpite durante il periodo bizantino. Il cortile davanti al monastero era circondato da colonne e veniva utilizzato per le cerimonie sacre.